# Vanacampus vercoi
Vanacampus vercoi är en fiskart som först beskrevs av Waite och Hale 1921.  Vanacampus vercoi ingår i släktet Vanacampus och familjen kantnålsfiskar. IUCN kategoriserar arten globalt som sårbar. Inga underarter finns listade i Catalogue of Life.